# Kalnica (Podlachie)
Pour les articles homonymes, voir Kalnica.
Kalnica est un village de Pologne, situé dans la gmina de Brańsk, dans le Powiat de Bielsk Podlaski, dans la voïvodie de Podlachie.
Selon le recenssement de la commune de 1921, ont habité dans le village 145 personnes, dont 123 étaient catholiques, 12 orthodoxes, et 10 judaïques. Parallèlement, 132 habitants ont déclaré avoir la nationalité polonaise, 10 la nationalité juive, et 3 autres. Dans le village, il y avait 27 bâtiments habitables.

## Source
- (en) Cet article est partiellement ou en totalité issu de l’article de Wikipédia en anglais intitulé « Kalnica, Podlaskie Voivodeship » (voir la liste des auteurs).